# Helena Juntunen
Helena Juntunen (Kiimiki, 9 marzo 1976) è un soprano finlandese.

## Biografia
Helena Juntunen è nata nella cittadina di Kiimiki (prima era un comune indipendente, ora fa parte del comune di Oulu). All'età di 15 anni ha iniziato gli studi al Conservatorio di Oulu, dove ha studiato con Airi Tokola. Nel 1996 è entrata a far parte dell'Accademia Sibelius di Helsinki, dove ha studiato con Anita Välkki. Tra i suoi maestri si ricordano Anita Välkki, Jeffrey Goldberg, Renata Scotto e Hartmut Höll.
Nel 2002 ha vinto il Concorso Nazionale della Canzone di Lappeenranta e, nello stesso anno, ha cantato il ruolo di Marguerite nel Faust di Gounod durante il Festival dell'Opera di Savonlinna, che può essere considerato come l'inizio della sua carriera solista professionale. Dopo aver debuttato nella stagione 2003-04 nella Connecticut Opera e a Genova interpretando Marguerite (Faust, Gounod) e Madame Coretese (Il viaggio a Reims, Rossini), ha fatto il suo debutto alla Semperoper di Dresda, incarnando Pamina nel Die Zauberflöte di Mozart. Sempre nel 2003, ha offerto il suo primo concerto alla Carnegie Hall di New York e successivamente a Tokyo. Nel 2006 ha debuttato al Festival di Vienna nel ruolo di Pamina (Die Zauberflöte, Mozart) e ha partecipato alla competizione mondiale della BBC di Cardiff.
Nell'estate del 2008 ha interpretato il ruolo di Anna Liisa nella nuova opera di Veli-Matti Puumala. Nella stagione 2008-09 ha interpretato il ruolo di Liisa nell'opera di Leevi Madetoja Pohjalaisia all'Opera Nazionale Finlandese con la quale ha collaborato dal 1999.
Ha cantato con la maggior parte delle orchestre principali finlandesi e alcuni tra i più importanti direttori d'orchestra del suo paese come Esa-Pekka Salonen, Jukka-Pekka Saraste, Leif Segerstam, Mikko Franck e Osmo Vänskä.

## Premi
- Concorso Timo Mustakallio (2000)
- Tampere Grand Prix (2001)
- Concorso Nazionale della Canzone di Lappeenranta (2002)
- Premio Karita Mattila (2006)